# Megan Jastrab
Megan Jastrab (* 29. Januar 2002 in Apple Valley, Kalifornien) ist eine US-amerikanische Radrennfahrerin, die Rennen auf Bahn und Straße bestreitet.

## Sportliche Laufbahn
Schon im Alter von zwei Jahren beherrschte Megan Jastrab das Motorradfahren, im Alter von acht Jahren begann sie mit dem BMX-Sport. Ab 2014 fuhr sie auch Rennen auf der Straße und auf dem Mountainbike. Ihr Vater war selbst Radsportler; ihr älterer Bruder ist ihr Trainingspartner.
2018 gewann Megan Jastrab die Juniorinnen-Ausgabe von Gent–Wevelgem, im Jahr darauf entschied sie im Frühjahr in derselben Altersklasse die Healthy Ageing Tour sowie die Trofeo Da Moreno für sich.
Im Juni 2019 wurde Jastrab US-amerikanische Junioren-Meisterin im Straßenrennen und im Kriterium, das waren ihr 20. und 21. nationaler Titel seit 2014. Wenig später errang sie weitere nationale Junioren-Titel auf der Bahn; beim Sieg in der Mannschaftsverfolgung stellte ihr Team einen neuen US-Rekord auf, sechs Sekunden schneller als der vorherige. Zudem wurde sie gemeinsam mit der acht Jahre älteren Jennifer Valente Elite-Meisterin im Zweier-Mannschaftsfahren. Im August holte sie bei den Junioren-Bahnweltmeisterschaften in Frankfurt (Oder) zwei Goldmedaillen, im Omnium (als erster US-amerikanischer Junior) und mit Zoe Ta-Perez im Zweier-Mannschaftsfahren.
Wenig später wollte Megan Jastrab beim Colorado Classic in der Klasse der Elite-Frauen starten; die dazu notwendige Ausnahmegenehmigung wurde ihr aber vom Weltradsportverband UCI verwehrt. Bei den Straßenradsport-Weltmeisterschaften 2019 holte sie ebenfalls den Titel der Junioren-Weltmeisterin im Straßenrennen.
2021 startete Jastrab bei den Olympischen Spielen in Tokio mit Chloé Dygert, Jennifer Valente, Emma White und Lily Wiliams in der Mannschaftsverfolgung. Der Vierer errang die Bronzemedaille.

## Erfolge

### Straße
2018
- Gent–Wevelgem (Juniorinnen)

2019
- Gesamtwertung und zwei Etappen Healthy Ageing Tour (Juniorinnen)
- Trofeo Da Moreno
- US-amerikanische Junioren-Meisterin – Straßenrennen
- Junioren-Weltmeisterin – Straßenrennen

2023
- Tour de Gatineau

### Bahn
2019
- US-amerikanische Junioren-Meisterin – Punktefahren, Omnium, Mannschaftsverfolgung (mit Olivia Cummins, Zoe Ta-Perez und Makayla MacPherson)
- US-amerikanische Meisterin – Zweier-Mannschaftsfahren (mit Jennifer Valente)
- Junioren-Weltmeisterin – Omnium, Zweier-Mannschaftsfahren (mit Zoe Ta-Perez)

2021
- Olympische Spiele – Mannschaftsverfolgung (mit Chloé Dygert, Jennifer Valente, Emma White und Lily Wiliams)

2024
- Panamerikameisterin – Zweier-Mannschaftsfahren (mit Jennifer Valente)